# Fiqrete Shehu
Fiqrete Shehu (ur. 17 listopada 1919 w Beracie jako Fiqrete Sanxhaktari, zm. 11 września 1988 w Zejmenie) – albańska nauczycielka i ekonomistka, żona premiera Albanii Mehmeta Shehu.

## Życiorys
Rodzice Fiqrete zmarli, gdy ta była uczennicą szkoły podstawowej. Uczęszczała do tirańskiego Żeńskiego Instytutu Nana Mbretneshë, w tym czasie zetknęła się z ideą komunizmu. Po ukończeniu tej szkoły wyjechała tymczasowo do Włoch, następnie zamieszkała w Tiranie, gdzie pracowała na poczcie oraz od 1941 roku należała do żeńskiej komunistycznej grupy ze Szkodry.
3 listopada 1942 roku została aresztowana przez władze albańskie, udało jej się uciec 4 stycznia następnego roku; walczyła następnie w Armii Narodowo-Wyzwoleńczej przeciwko okupacji włoskiej, następnie niemieckiej. W 1943 roku została zwerbowana przez Dušana Mugošę jako jugosłowiańska agentka, działając pod pseudonimem Fisari.
W latach 1950–1958 pełniła funkcję wiceprzewodniczącej prezydium Zgromadzenia Ludowego, została również członkinią Komitetu Centralnego Albańskiej Partii Pracy w kwietniu 1952 roku. Odgrywała wówczas ważną rolę w aparacie partyjnym, była zwolenniczką polityki represji, izolacji oraz ateizacji Albanii. Jednocześnie uczęszczała na studia ekonomiczne, kończąc je pod koniec lat 50. oraz była dyrektorką szkoły partyjnej w Tiranie.
W 1981 roku została skazana na 25 lat pozbawienia wolności; początkowo odbywała wyrok na terenie Kosowa, jednak została przeniesiona do więzienia w Zejmenie, gdzie zmarła w 1988 roku w wyniku ataku serca. Ceremonia pogrzebowa odbyła się w tajemnicy przed rodziną zmarłej.

## Życie prywatne
Była córką Abedina Sanxhaktariego. Jej mężem był Mehmet, którego poznała pod koniec 1943 roku i z którym miała dwóch synów: Skendera i Bashkima.